# Alhaurín el Grande
Alhaurín el Grande – miasto w Hiszpanii, we wspólnocie autonomicznej Andaluzja. W 2008 liczyło 22 785 mieszkańców.